# Adviesgroep Water en Sanitaire Voorzieningen
De Adviesgroep Water en Sanitaire Voorzieningen is een in 2004 door secretaris-generaal Kofi Annan opgerichte onafhankelijke adviesgroep binnen de Verenigde Naties. Eind 2006 werd de Nederlandse kroonprins Prins Willem-Alexander door Kofi Annan voor onbepaalde tijd benoemd tot voorzitter van deze adviesgroep. Hij is hiermee de opvolger van de voormalig, 1 juli 2006 overleden, Japans oud-premier Ryutaro Hashimoto.
De groep telt negentien leden en houdt zich bezig met praktische en concrete maatregelen om de zogenoemde millenniumdoelstellingen voor water en sanitair te verwezenlijken. De door UNICEF gezette doelstellingen beogen dat uiterlijk in 2015 1,6 miljard mensen sanitaire voorzieningen en 1,1 miljard mensen minstens schoon water onder handbereik hebben gekregen.
Twee keer per jaar vindt een plenaire vergadering plaats. Adviseurs van deze groep zijn onder anderen minister van Irrigatie en Watervoorzieningen Mahmoud Abu-Zeid van Egypte en diens Chinese collega Shucheng Wang.